# Ernst Günther Schenck
Ernst Günther Schenck (3. oktober 1904 – 21. december 1998) var en tysk læge og forfatter. Han meldte sig til SA i 1933.
Schenck var i 1938 aktivt involveret i oprettelsen af en stor urte- og planteskole i koncentrationslejren Dachau, som indeholdt over 200.000 lægeplanter fra hvilke man producerede vitamin-supplementer til Waffen SS.
Under anlægget af planteskolen døde, ifølge medfanger, over 100 personer.
I 1940 blev Schenck udnævnt til inspektør i Waffen SS’s afdeling for kost og ernæring, og i 1943 udviklede han et proteinholdigt pølseprodukt til brug for tropperne i frontlinien. Produktet blev testet af 370 fanger hvoraf nogle døde.
I april 1945 blev Schenck udkommanderet til tjeneste i et nødlazaret beliggende i Rigskancelliet i Berlin.
Ved en tilfældighed kom Schenck i kontakt med Hitler i hans bunker i Berlin under afslutningen af anden verdenskrig, hvilket er beskrevet i filmen Der Untergang.
Han mødte kun Hitler to gange – en gang da Hitler takkede ham for det store arbejde han havde udført i Rigskancelliets nødlazaret, og sidste gang under sammenkomsten efter Hitlers ægteskab med Eva Braun.
Schencks beretninger fra denne periode havde stor indflydelse på den tyske journalist Joachim Fests og den amerikanske journalist James O’Donnells artikler og bøger om Hitlers endeligt.
I en rapport fra 1963 blev Schenck fordømt for at have behandlet mennesker som objekter, forsøgsdyr og svin. Han fik ikke lov til at fortsætte sin medicinske karriere.